# Сексомнія
Сексомні́я (англ. sexsomnia, sleep sex) — розлад психіки, при якому людина під час сну займається сексом або виявляє іншу сексуальну активність. Сексомнія вважається варіацією сомнамбулізму. Виявляється як у чоловіків, так і у жінок. Може проявлятися всього кілька разів в житті, але може і бути постійним супутником людини. Характерною рисою є фаза сну без швидких рухів очей. Не слід плутати цей стан з добре вивченою сексуальною активністю під час звичайного сну — нічні полюції, ерекції, оргазми уві сні.
При сексомнії сексуальні дії відбуваються в несвідомому стані, людина не усвідомлює і не пам'ятає, що відбувається. Іноді спогади можливі, але зазвичай сприймаються як сексуальний сон. Це не дозволяє вважати такі дії злочинами, навіть якщо за всіма іншими ознаками їх можна було б так кваліфікувати. Є прецеденти, коли діагноз «сексомнія» дозволяв зняти звинувачення в зґвалтуванні.

## Історія досліджень
Першу наукову публікацію, в якій припустили, що сексуальна поведінка під час сну може бути окремим типом парасомній (незвичних дій людей уві сні), видали у 1996 році три дослідники — Колін Шапіро (англ. Colin Shapiro) і Нік Траджановік (англ. Nik Trajanovic) з університету Торонто та Пауль Федоров (англ. Paul Fedoroff) з Університету Оттави. З 2005 року Американська академія медицини сну (англ. American Academy of Sleep Medicine) визнала сексомнію як самостійний синдром.
За результатами досліджень, опублікованих у віснику Академії психосоматичної медицини (англ. Academy of Psychosomatic Medicine), сексомнія має три ступені:
1. Найменш небезпечна, проявляється в розладах сну, не доставляє особливого занепокоєння навколишнім.
2. Випадки, наслідки яких «проявляються в деякій моральній шкоді».
3. У найважчих ситуаціях хворі вступають з партнерами в несвідомо-сомнабулічний сексуальний контакт.

Відомі випадки, коли партнери отримували травми. Найчастіше це пов'язано з тим, що людина уві сні поводиться значно грубіше, агресивніше, ніж звичайно.

## Симптоми
Секссомнія включає наступні дії, але не обмежується ними:
- Мастурбація
- Ласки, погладжування
- Статевий акт
- Сексуальне насильство або зґвалтування

Мастурбація під час сну вперше була зареєстрована як клінічний розлад в 1986 році. Як повідомлялося, 34-річний чоловік мастурбував щоночі до кульмінації, попри щоденні статеві зносини з дружиною перед сном. Завдяки документуванню з використанням відео та полісомнографії, цей випадок дозволив отримати додаткову інформацію про природу цієї незвичайної форми розладу сну. Спостерігачі (свідки) відзначали, що людина в епізодах сексуальної активності діяла з відкритими очима, хоча очі описувались як «порожні» або «скляні». Це створює видимість того, що людина не спить і знаходиться у свідомості, хоча насправді абсолютно не усвідомлює своїх дій.

## Поширеність
Раніше в медичній літературі було вкрай мало повідомлень про сексомнії. З одного боку, це пояснювалося специфікою самого питання (люди не схильні скаржитися на такі делікатні проблеми). З іншого боку, несвідомий стан перешкоджає отриманню об'єктивної інформації. У червні 2010 року співробітники канадської Університетській мережі закладів охорони здоров'я (англ. University Health Network) з Торонто на щорічних зборах Асоціації товариств дослідників сну (англ. Associated Professional Sleep Societies) представили докази досить високою поширеністю сексомнії. За їх спостереженнями, несвідомий секс під час сну зустрічається частіше для чоловіків (11 %), ніж для жінок (4 %). Правда, це статистика спостереження понад 800 пацієнтів центру порушення сну і серед загального населення відсотки повинні бути нижчі. Поки можна лише зробити висновок про статеву диференціацію частоти прояви сексомнії на користь чоловіків. Зроблено спробу отримати дані про те, що саме підвищує ризик сексомнії. Людей, які мають таку форму розладу сну відрізняло від інших пацієнтів клініки частіше визнання у вживанні наркотиків (15,9 % проти 7,7 %).

## Наслідки
Людина з сексомнією може відчувати різні негативні емоції через свій розлад. Часто зустрічаються:
- Гнів
- Замішання, дезорієнтація
- Заперечення
- Фрустрація
- Почуття провини
- Огида
- Сором

Незалежно від того, чи бере участь будь-хто інший в діях сплячого, зовнішні спостерігачі часто першими визнають ненормальність поведінки. Ця ненормальна сексуальна поведінка може бути небажаною для партнера, що може призводити до загострення взаємин.

## Лікування
Психіатр Карлос Шенк і невролог Марк Маховальд з регіонального центру порушення сну в Міннесоті (англ. Regional Sleep Disorders Center) вважають, що цей розлад легко піддається лікуванню за допомогою транквілізатора загальної дії клоназепаму. Вони вважають, що поширення інформації про характер розладу підштовхне людей звертатись за медичною допомогою, а не вважати сексомнію примхою або сексуальним відхиленням.
Для людей з сексомнією пропонують зміну способу життя — зменшення стресу та причин тривоги може зменшити ймовірність загострення розладу. Відкрите обговорення і взаємопорозуміння між партнерами зменшує негативні емоції і створює обстановку підтримки.
Для профілактики пропонується створення і підтримання безпечного середовища для всіх, хто може постраждати в результаті розладу. Запобіжні заходи включають сон в окремій спальні, встановлення замків і сигналізації на двері.